# トマス・オブ・ランカスター

クラレンス公トマスの紋章

トマス・オブ・ランカスター（Thomas of Lancaster, KG, 1388年9月29日 - 1421年3月22日）は、ランカスター朝のイングランド王族で、ヘンリー4世と最初の妻メアリー・ド・ブーンの次男。ヘンリー5世の最年長の弟。ベッドフォード公ジョン、グロスター公ハンフリーの兄。

## 生涯
1411年にトマスは、ケント伯トマス・ホランドの娘で叔父の初代サマセット伯ジョン・ボーフォートの未亡人であるマーガレット・ホランドと結婚したが、2人の間に子は生まれなかった。1412年にクラレンス公に叙された。
1411年、父と兄が百年戦争期のフランスへの対応を巡り対立すると、父が主導する評議会に参加して兄と対立したが翌1412年に和解した。そのフランスはアルマニャック派とブルゴーニュ派の内戦で混乱状態にあり、クラレンス公は1412年5月にアルマニャック派と同盟を結んだ父の命令で8月にフランス・ノルマンディーに上陸したが、アルマニャック派が変心してブルゴーニュ派と和睦しイングランドと手を切ったため、成果なく11月にイングランドへ帰国した。
兄ヘンリー5世の治世ではフランス遠征に従軍して、1415年のアルフルール包囲戦（en）などに参戦、1417年9月にノルマンディーのカーンを落とした。その後はフランス駐留軍の司令官を務めたが、1421年、兄に先立ってボージェの戦いで戦死。フランスへの報復に向かい遠征を敢行した兄も疫病にかかり翌1422年に亡くなった。

## 備考
ウィリアム・シェイクスピアの史劇『ヘンリー四世 第2部』に登場する。